# Rok Štraus
Rok Štraus (født 3. marts 1987) er en slovensk fodboldspiller.